# Idaea triangulata
Idaea triangulata är en fjärilsart som beskrevs av W. Warren 1906. Idaea triangulata ingår i släktet Idaea och familjen mätare. Inga underarter finns listade i Catalogue of Life.